# A Gyöngy-folyó-delta metropolisztérség intercity vasúti rendszere
A Gyöngy-folyó-delta metropolisztérség intercity vasúti rendszere (angol nyelven: Pearl River Delta Metropolitan Region intercity vasútvonal System kínaiul: 珠江三角洲地區城際軌道交通, rövidítve PRDIR) egy regionális, emelt sebességű vasúti- és elővárosi vasúti hálózat, amelyet fokozatosan építenek Kínában, a Gyöngy-folyó deltájában (Guangdong-Hongkong-Makaó Nagy-öböl térségében).

## Koncepciója
A projekt célja, hogy az öböl minden nagyobb városi központja egyórás vasúti utazási időn belül elérje Kantont. 2005. március 16-án az Államtanács jóváhagyta a Jingjinji, a Jangce folyó és a Gyöngy-folyó deltájának regionális nagysebességű elővárosi vasúthálózatára vonatkozó terveket. A terv szerint 2020-ra a hálózat teljes útvonal-kilométere mintegy 600 kilométer lett volna.
2009 szeptemberében a tervet kibővítették 1478 kilométeres útvonalra, amely 23 vonalra oszlik majd. A hosszú távú elképzelés szerint a hálózat hossza 2030-ra eléri az 1890 km-t. Addigra a hálózat alapvető lefedettséget biztosít a Gyöngy-folyó deltájának régiójában. A Suishen ICR, Guanghui ICR és Guangfozhao ICR elfogadja az Alipayt, így elkerülhető az előzetes jegyvásárlás.

## Üzemelő vonalak
A rendszer 2023 szeptemberében az alábbi hét vonalból állt:
| Vonal                   | Vágállomások | Vágállomások         | Megynitás éve | Hossz km | Aktív állomások | Üzemeltető          |
| ----------------------- | ------------ | -------------------- | ------------- | -------- | --------------- | ------------------- |
| Guangzhu ICR            | Guangzhounan | Zhuhai Jiangmen      | 2011          | 177,534  | 23              | CR Guangzhou Group  |
| Suishen ICR             | Xintangnan   | Shenzhen Airport     | 2019          | 97       | 16              | CR Guangzhou Group  |
| Zhuji ICR               | Zhuhai       | Zhuhai Airport       | 2020          | 39,24    | 6               | CR Guangzhou Group  |
| Guanghui ICR            | Panyu        | Xiaojinkou           | 2016          | 139,78   | 24              | Guangdong Intercity |
| Guangzhao ICR           | Panyu        | Zhaoqing             | 2016          | 117,68   | 16              | Guangdong Intercity |
| Guangqing ICR           | Huadu        | Feixia               | 2020          | 57,781   | 9               | Guangdong Intercity |
| Guangzhou East Ring ICR | Huadu        | Baiyun Airport North | 2020          | 22,6     | 4               | Guangdong Intercity |

## Lásd még
- Sencseni metró
- Kantoni metró